# Джохар, Каран
Каран Джохар (англ. Karan Johar; род. 25 мая 1972, Бомбей, Индия) — индийский кинорежиссёр
, сценарист, кинопродюсер и телеведущий. Сын индийских знаменитостей Хиру и Яша Джохара. Является одним из самых успешных режиссёров Болливуда и глава компании Dharma Productions. Известен благодаря режиссуре и производству самых кассовых Болливудских фильмов. В четырёх его фильмах снимался Шахрух Хан, которые стали самыми кассовыми за рубежом в индийском кинематографе.

## Ранние годы
Каран Джохар родился в Мумбаи, в семье Болливудского продюсера, основателя кинокомпании Dharma Productions Яша Джохара и его жены Хиру Джохар. Учился в школе Greenlawns High School и посещал колледж H.R. College of Commerce and Economics. Имеет степень магистра по французскому языку.

## Карьера
Джохар формально вступил в киноиндустрии как актёр, сыграв эпизодическую роль в фильме «Непохищенная невеста». Он также был ассистентом режиссёра этого фильма и помогал режиссёру Адитья Чопра в написании сценария. Кроме того, он выбирал костюмы для Шахрукх Кхана и продолжил делать фильмы для него «Сумасшедшее сердце» (1997), «Двойник» (1998), «Влюблённые» (2000), «Я рядом с тобой!» (2004), «Когда одной жизни мало» (2007).
Джохар дебютировал в качестве режиссёра в фильме «Всё в жизни бывает» в 1998 году, для которого сам написал сценарий. В фильме снимались Шахрух Хан, Каджол и Рани Мукхерджи. Картина была хорошо принята и критиками, и публикой, стала самым кассовым фильмом года в Индии и за рубежом, и была объявлена «блокбастером на все времена». Фильм также был лауреатом Национальной кинопремии Индии, и восьми категорий Filmfare Awards, в том числе «за лучший фильм», «за лучшую режиссуру», и четыре актёра получили награду за «лучший актёр», как за главные роли, так и за второстепенные роли. Несмотря на свой молодой возраст, Джохар имел влияние в индийском кинематографе, и он цитировал Раджа Капура, Яша Чопру и Сураджа Барджатья, как своих кумиров.
Вторым режиссёрским проектом Джохара стал фильм «И в печали, и в радости», выпущенный в 2001 году. Благодаря актёрскому ансамблю, который включал Шахрух Хана, Каджол, Амитабха Баччана, Джаю Баччан, Карину Капур и Ритика Рошана, фильм имел большой кассовый успех и стал вторым по кассовым сборам фильмом года и одним из крупнейших фильмов Болливуда на зарубежном рынке, собрав более 1 млрд. индийских рупий (INR). Фильм также награждён многими кинематографическими наградами и выиграл в пяти категориях Filmfare Awards.
В мае 2005 года, после четырёхлетнего перерыва, Джохар начал работать над своим третьим фильмом «Никогда не говори „прощай“» в качестве режиссёра, он также написал и сценарий фильма. В актёрский ансамбль вошли Шахрукх Кхан, Рани Мукхерджи, Амитабх и Абхишек Баччаны, Прити Зинта и Кирон Кхер. Фильм рассказывает о двух людях из Нью-Йорка, несчастных в браке, которые заводят роман на стороне. Фильм стал самым кассовым фильмом года в Индии за рубежом, заработав более 1.13 млрд рупий во всем мире.
В ноябре 2009 года Джохар закончил съёмки фильма «Меня зовут Кхан», в котором снимались Шахрух Хан и Каджол, воссоединившиеся после семи лет. Премьера фильма состоялась 10 февраля 2010 в Абу-Даби, ОАЭ. В том же месяце фильм был показан в рамках 60-м Берлинского международного кинофестиваля. Критики отметили, что Джохар оторвался от типичного стиля Болливудских фильмов — дизайн одежды, музыкальные и танцевальные сцены. Режиссёр сам подтвердил это, сказав «все одиннадцать лет я не чувствовал себя опытным режиссёром. Фильм „Меня зовут Кхан“ является противоположностью, тех фильмов, которые я снимал раньше». Были и дискуссии о содержании фильма, который был весьма «серьёзным» и «разумным», без сатирической подоплёки. Говоря о фильме, он сказал в интервью с Bollywood Hungama: «„Меня зовут Кхан“ был необычным Болливудским фильмом, если это имеет на всех, и не имеет тех элементов предпосылки квинтэссенцию, что относится к любому фильму Болливуда (…) Все, что могу сказать, фильм собирается открыть окна и двери многим людям, которые хотят рассказать свою историю, но слишком застенчивы, чтобы положить свою историю в кинопленку». После релиза, фильм был встречен неоднозначными отзывами и большими кассовыми сборами; «Меня зовут Кхан» стал самым кассовым фильмом за рубежом в то время.

### Продюсер
После смерти отца, Каран стал главным продюсером компании Dharma Productions. Джохар написал сценарий к фильму Никхила Адвани «Наступит завтра или нет» и стал его продюсером. Съёмки фильма проходили в Нью-Йорке, где главные роли играли Шахрух Хан, Прити Зинта, Джая Баччан и Саиф Али Хан. Фильм был благосклонно принят критиками, и имел успех в Индии и стал самым кассовым фильмом года за рубежом. В 2005 году Каран стал продюсером фильма «Глаз тигра» (Kaal), режиссёром которого был Сохам Шах, бывший ассистентом Джохара в фильме «И в печали, и в радости». В 2009 году Каран продюсировал два фильма, первый — «Проснись, Сид» Аяна Мукхерджи, а второй — «Жертва». Джохар также отвечал за официальный хинди-язычный ремейк фильма «Мачеха», названный «Я люблю тебя, мамочка!». Съёмки фильма проходили в Мумбаи и Сиднее, с участием актёров Каджол, Карины Капур и Арджуна Рампала. Когда Джохар впервые решил адаптировать фильм для индийской аудитории, он первоначально намеревался купить права на фильм, но в конце концов решили совместно производить его с Sony Pictures. В том же году, он был сопродюсером фильма «Я ненавижу истории любви», в котором снимались Имран Кхан и Сонам Капур.

### Телеведущий
Джохар является ведущим телевизионной передачи «Кофе с Караном», транслируемой на телеканале Star World India. В передаче Каран берёт интервью у известных личностей Болливуда и Индии. Первый сезон ток-шоу начался в 2004 году, второй в 2007, третий в 2010, четвёртый в 2014,
пятый в 2016 году .

## Фильмография
| Год  | Фильм                                    | Оригинальное название              | Режиссёр | Продюсер | Сценарист | Примечания                                                                       |
| ---- | ---------------------------------------- | ---------------------------------- | -------- | -------- | --------- | -------------------------------------------------------------------------------- |
| 1998 | Всё в жизни бывает                       | Kuch Kuch Hota Hai                 | Да       |          | Да        | 8 наград Filmfare Awards Национальная кинопремия                                 |
| 2001 | И в печали, и в радости                  | Kabhi Khushi Kabhie Gham           | Да       |          | Да        | 5 наград Filmfare Awards                                                         |
| 2003 | Наступит завтра или нет                  | Kal Ho Naa Ho                      |          | Да       | Да        | 8 наград Filmfare Awards 2 награды Национальной кинопремии                       |
| 2005 | Глаз тигра                               | Kaal                               |          | Да       |           | Совместно с Red Chillies Entertainment                                           |
| 2006 | Никогда не говори «Прощай»               | Kabhi Alvida Naa Kehna             | Да       |          | Да        |                                                                                  |
| 2008 | Близкие друзья                           | Dostana                            | Да       |          |           |                                                                                  |
| 2009 | Жертва                                   | Kurbaan                            |          | Да       |           |                                                                                  |
| 2009 | Проснись, Сид                            | Wake Up Sid                        |          | Да       |           | 3 награды Filmfare Awards                                                        |
| 2010 | Меня зовут Кхан                          | My Name Is Khan                    | Да       | Да       | Да        | 3 награды Filmfare Awards                                                        |
| 2010 | Я ненавижу истории любви                 | I Hate Luv Storys                  |          | Да       |           | Совместно с UTV Motion Pictures                                                  |
| 2010 | Я люблю тебя, мамочка!                   | We Are Family                      |          | Да       |           | Совместно с Sony Pictures Entertainment 1 награда Filmfare Awards                |
| 2012 | Огненный путь                            | Agneepath                          |          | Да       |           | Ремейк одноимённого фильма 1990 года                                             |
| 2012 | Я один и ты одна                         | Ek Main Aur Ekk Tu                 |          | Да       |           | 1 награда Filmfare Awards                                                        |
| 2012 | Студент года                             | Student of the Year                | Да       | Да       | Да        | Совместно с Red Chillies Entertainment.                                          |
| 2013 | Говорит и показывает Бомбей              | Bombay Talkies                     | Да       | Да       | Да        | киноальманах, режиссёр части «Ajeeb Dastaan Hai Yeh»                             |
| 2013 | Трудный возраст                          | Gippi                              |          | Да       |           |                                                                                  |
| 2013 | Эта сумасшедшая молодёжь                 | Yeh Jawani Hai Deewani             |          | Да       |           |                                                                                  |
| 2013 | Красавица, ты любовь моя!                | Gori Tere Pyaar Mein               |          | Да       |           | Кассовый провал                                                                  |
| 2014 | Она улыбается, она в западне!            | Hasee Toh Phasee                   |          | Да       |           | Совместно с Phantom Films                                                        |
| 2014 | 2 штата                                  | 2 States                           |          | Да       |           | Совместно с Саджидом Нандивала 2 награды Filmfare Awards                         |
| 2014 | Невеста Хампти Шармы                     | Humpty Sharma Ki Dulhania          |          | Да       |           |                                                                                  |
| 2014 | Группировка                              | Ungli                              |          | Да       |           |                                                                                  |
| 2015 | Братья                                   | Brothers                           |          | Да       |           | Совместно с Lionsgate и Endemol.                                                 |
| 2015 | Неспящие                                 | Shaandar                           |          | Да       |           | Совместно с Phantom Films                                                        |
| 2016 | Дела сердечные                           | Ae Dil Hai Mushkil                 | Да       | Да       | Да        |                                                                                  |
| 2016 | Капур и сыновья                          | Kapoor & Sons                      |          | Да       |           |                                                                                  |
| 2016 | Смотри снова и снова                     | Baar Baar Dekho                    |          | Да       |           | Совместно с Excel Entertainment и Eros International                             |
| 2016 | Дорогая жизнь                            | Dear Zindagi                       |          | Да       |           | Совместно с Red Chillies Entertainment                                           |
| 2017 | Окей Джану                               | Ok Jaanu                           |          | Да       |           | совместно с Madras Talkies                                                       |
| 2017 | Невеста Бадринатха                       | Badrinath Ki Dulhania              |          | Да       |           |                                                                                  |
| 2017 | Герой поневоле                           | Ittefaq                            |          | Да       |           | Совместно с Red Chillies Entertainment                                           |
| 2018 | Истории страсти                          | Lust Stories                       | Да       |          | Да        | режиссёр одного эпизода                                                          |
| 2018 | Заговор                                  | Raazi                              |          | Да       |           | Совместно с Junglee Pictures                                                     |
| 2018 | Стук сердца                              | Dhadak                             |          | Да       |           | ремейк фильма на маратхи «Дикий»                                                 |
| 2018 |                                          | Simmba                             |          | Да       |           | ремейк фильма на телугу «Крутой нрав»                                            |
| 2019 | Битва при Сарагахри                      | Kesari                             |          | Да       |           |                                                                                  |
| 2019 | Порок                                    | Kalank                             |          | Да       |           | Совместно с Nadiadwala Grandson Entertainment и Fox Star Studios                 |
| 2019 | Студент года 2                           | Student of the Year 2              |          | Да       |           |                                                                                  |
| 2019 | Хорошие новозди                          | Good Newwz                         |          | Да       |           | Совместно с Cape of Good Films                                                   |
| 2019 | Драйв                                    | Drive                              |          | Да       |           |                                                                                  |
| 2020 | Истории о призраках                      | Ghost Stories                      | Да       |          | Да        | Эпизод 4                                                                         |
| 2020 | Призрак. Часть 1: Корабль с привидениями | Bhoot – Part One: The Haunted Ship |          | Да       |           |                                                                                  |
| 2020 | Лётчица Гунджан Саксена                  | Gunjan Saxena: The Kargil Girl     |          | Да       |           |                                                                                  |
| 2021 |                                          | Shershaah                          |          | Да       |           |                                                                                  |
| 2021 |                                          | Sooryavanshi                       |          | Да       |           | Совместно с Reliance Entertainment, Rohit Shetty Pictures and Cape of Good Films |
| 2022 |                                          | Brahmastra                         |          | Да       |           | Совместно с Fox Star Studios и Намитом Малхотра                                  |

## Личная жизнь
В феврале 2017 года суррогатная мать родила Джохару двойняшек Яша и Рухи.